# Manuel Añón
Manuel Añón Suárez (* 12. Juli 1992) ist ein spanischer Springreiter.

## Werdegang
2008 wurde er Europameister der Junioren. Bei der Europameisterschaft der Jungen Reiter 2009 gewann er Gold mit der Mannschaft und Bronze im Einzel. 2010 ritt er in Valencia zum ersten Mal bei einer Global-Champions-Tour-Etappe.
Im Jahr 2010 trat er für Spanien in den Nationenpreisen von Falsterbo und Gijón an. Bei der Global Champions Tour in Monaco belegte er 2011 mit Baldo DS Rang 4.

## Pferde (Auszug)
- L'Oreal D'Utah (* 1999), Selle Français, Braun, Wallach, Vater: Drakkar des Hutins, Muttervater: Muguet du Manoir, Besitzer: Añon Team Horses S.L.
- Baldos DS (* 2001), BWP, Brauner, Wallach, Vater: Kannan, Muttervater: Darco, Besitzer: Añon Team Horses S.L.
- Fantasia (* 2000), AES, Fuchs, Stute, Vater: Noncorde, Muttervater: Rex Magna xx, Besitzer: Añon Team Horses S.L.
- Rackel Chavannaise (* 2001), Braun, Stute, Vater: Voltaire, Muttervater: Papillon Rouge, Besitzer: Añon Team Horses S.L.
- Leasing (* 2000), Hannoveraner, Fuchs, Wallach, Vater: Lordanos, Muttervater: Raphael, Besitzer: Jose Larocca
- Acantus GK (* 1998), gekörter brauner Bayerischer Warmbluthengst, bis 2009 von Max Kühner geritten, Vater: Acorado, Acantus Mutter Waldrose, die von Cantus abstammt, ging früher mit Florian Meyer zu Hartum erfolgreich in internationalen Springprüfungen[3][4]

## Privates
Añon ist seit Mitte 2010 mit der Schweizer Springreiterin Janika Sprunger liiert. Er lebt in Madrid.